# Завальнюк Сергій Олександрович
Сергій Олександрович Завальнюк (нар. 28 липня 1962, Львів, УРСР) — радянський та узбецький футболіст українського походження, півзахисник та нападник.

## Життєпис
Вихованець миколаївського «Суднобудівника». Розпочинав свою кар'єру в колективах фізкультури Української РСР, а на рівні команд майстрів — у чернігівській «Десні». З 1987 по 1996 рік Завальнюк виступав за клуб «Нефтчі» (Фергана). Весь цей час він був одним з лідерів команди. Разом з командою декілька разів вигравав чемпіонат Узбекистану.
Зіграв один матч за збірну Узбекистану — 17 червня 1992 року проти Таджикистану.
У 1993 році грав у малазійському клубі «Перак».
Після закінчення кар'єри Сергій Завальнюк розпочав тренерську кар'єру. Закінчив тренерські курси в Ташкенті, після чого входив в тренерський штаб «Нефтчі». У 2002 році фахівець перебрався в Росію. Там Завальнюк працював тренером у «Ратмирі», а потім, після з'єднання товариський команди з «Волочанином 89», у «Волочанин-Ратмир». У 2006 році був головним тренером тверської «Волги». Згодом входив у тренерський штаб команди.

## Досягнення
- Суперліга Узбекистана
  -  Чемпіон (3): 1992, 1994, 1995
  -  Срібний призер (1): 1996

- Кубок Узбекистану
  -  Володар (2): 1994, 1996

- Ліга чемпіонів АФК
  -  Бронзовий призер (1): 1994/95

- Кубок Співдружності
  -  Срібний призер (1): 1994